# Orthonevra stigmata
Orthonevra stigmata là một loài ruồi trong họ Ruồi giả ong (Syrphidae). Loài này được Williston mô tả khoa học đầu tiên năm 1882. Orthonevra stigmata phân bố ở vùng Cổ Bắc giới